# Aneeka
Aneeka (tên khai sinh Andrea Martínez; 18 tháng 8 năm 1985) là ca sĩ người Venezuela sinh ra ở San Cristóbal. Tên của cô có nghĩa là tin tưởng trong tiếng Wayuu.

## Sự nghiệp
Aneeka tìm kiếm cơ hội để thu âm một album ở Venezuela nhưng đã không thành công. Cô tìm thấy các nhà đầu tư màu mỡ ở México và sau khi làm việc trong các câu lạc bộ âm nhạc khác nhau trong vòng bảy năm, cô cho thu âm một album nhưng nó chưa bao giờ được phát hành.
Cô phát hành album đầu tiên của mình Ni Antes, Ni Después (Không phải trước cũng không phải sau) được sản xuất bởi Ettore Grenci vào năm 2013. Album là sự pha trộn của các thể loại Pop, R&B và nhạc funk. Ni Antes, Ni Después gồm mười bài hát được viết lời bởi người México đoạt giải Latin Grammy Award Mónica Vélez với lời bài hát đề cập đến các chủ đề như ghen tuông, ngoại tình, trả thù, tình dục và đoàn kết. Album đã được pre-produced tại México, với phần giai điệu được soạn bởi Anneka và nhà sản xuất Grenci của cô. Album được thu tại phòng thu Sonic Ranch ở El Paso, Texas. Chia sẻ về album, Aneeka đã cho rằng: "Hôm nay tôi thấy giấc mơ của mình đã kết tinh thành sự thật và thật xứng đáng với sự hy sinh khi tôi phải sống xa gia đình tôi và với tuổi thanh xuân đã trôi qua nhanh chóng của mình. Tôi sinh ra là để thực hiện nó". Anneka đã nói rằng cô chịu ảnh hưởng âm nhạc của các ca sĩ người Mỹ Mariah Carey, Whitney Houston và Aretha Franklin. Cô nhận xét rằng cô đã cố gắng đưa phong cách âm nhạc của họ vào trong album và pha trộn chúng với nhạc pop.
Ba đĩa đơn đã được phát hành từ Ni Antes, Ni Después là: "Ojo por Ojo"; "Sin Combustible"; và "Demasiado Tarde". Video âm nhạc cho "Ojo Por Ojo" được chỉ đạo thực hiện bởi nhiếp ảnh gia và nhà thiết kế thời trang Indrani Pal-Chaudhuri. "Sin Combustible" đạt được thành công tại México khi đạt vị trí số 14 trong số các đĩa đơn trình diễn xuất sắc nhất năm 2013, đạt ví trí thứ hai trên các bảng xếp hạng airplay. Tại Hoa Kỳ, ca khúc đạt thứ hạng 24 trên bảng xếp hạng Billboard Tropical Songs. Aneeka đã được đề cử cho giải Tân binh xuất sắc nhất và được trình diễn tại Latin Grammy Awards năm 2014. Cô đã bị hụt mất giải thưởng vào tay đồng nghiệp người Venezuela Mariana Vega. Aneeka được đề cử cho Lo Nuestro Awards với hạng mục Tân binh của năm.
Tháng 12 năm 2014, có thông báo Aneeka sẽ tham gia vào đội huấn luyện viên thanh nhạc của Gary Catona trong chương trình thực tế The Ultimate Diva, một cuộc thi ca hát được phát sóng trên trang web chia sẻ video của YouTube năm 2015.

## Danh sách đĩa nhạc
- Ni Antes... Ni Después (2013)
- Ni Antes... Ni Después "en vivo" (2015)